# 吳祥川
吳祥川（1916年9月18日—1983年10月14日）是一位缅甸华人企业家。

## 生平
1916年出生於緬甸，祖籍福建晉江，父親吳克桃。少年時，吳越洋往廈門鼓浪嶼英華中學求學，後來考進南京金陵大學，畢業後回到緬甸。第二次世界大戰結束，吳正值雄姿英發之年已嶄露頭角，在緬甸開始建立白己的事業，先是經營米業和代理日本輪胎和化纖等多種產品，後又創辦布廠，成為戰後緬甸工商界的表表者。1953年，吳因緬甸政局不穩，攜眷離開緬甸，到香港定居。在新的環境中，吳以有限的資金從事經銷代理產品的商業活動，重建家業。吳以不屈不撓的奮鬥精神和過人的才華和魄力，在短短的十多年內，將自己的事業拓展至機械工程、航運業、金融業和紡織業。吳曾任跨國機構信昌工程有限公司之常務董事。他是野村國際香港分公司之創辦人之一，至1980年代初期仍任香港野村董事總經理之職。他是香港上市公司建生国际之創始人之一，並擔任該公司董事長。吳生前曾任之其他主要職位有恆大有限公司董事長、恆懋有限公司董事長、泰隆有限牧司董事長、三聯實業有限公司董事長和海外船務有限公司董事長。除了在香港的投資，吳並在泰國開辦布廠，安置從緬甸遷居到泰國之舊屬員工。吳曾任東華三院壬寅年（1962年）總理，仁濟醫院辛酉年（1971年）總理。 
1983年10月14日不幸病逝，享年67歲。

## 荣誉
其兒子吴仲灿捐出金錢予東華三院來興建中學，並把學校定名為東華三院吳祥川紀念中學，用來紀念其作出的貢獻。